# Hystrichodexia armata
Hystrichodexia armata är en tvåvingeart som beskrevs av Roder 1886. Hystrichodexia armata ingår i släktet Hystrichodexia och familjen parasitflugor.
Artens utbredningsområde är Ecuador. Inga underarter finns listade i Catalogue of Life.